# (34240) Charleyhutch
2000 QP98 (asteroide 34240) é um asteroide da cintura principal. Possui uma excentricidade de 0.09354730 e uma inclinação de 9.95106º.
Este asteroide foi descoberto no dia 28 de agosto de 2000 por LINEAR em Socorro.